# Formiguer ala-rogenc
El formiguer ala-rogenc (Phlegopsis erythroptera) és una espècie d'ocell de la família dels tamnofílids (Thamnophilidae).

## Hàbitat i distribució
Habita el sotabosc de la selva pluvial de les terres baixes fins als 500 m, des del sud-est de Colòmbia i sud-oest de Veneçuela, cap al sud, a través de l'est d'Equador i est de Perú fins al nord de Bolívia i oest amazònic del Brasil.